# فيون وايتهيد
فيون وايتهيد (بالإنجليزية: Fionn Whitehead) (مواليد 1997/96) ممثل إنجليزي عرف ظهوره في فيلم 
دونكيرك (2017).

## روابط خارجية
- فيون وايتهيد على موقع IMDb (الإنجليزية)
- فيون وايتهيد على موقع قاعدة بيانات الفيلم (الإنجليزية)